# 다니알 아흐메토프
다니알 켄제타예비치 아흐메토프(카자흐어: Дaниал Кенжетaйұлы Ахметов 다니알 켄제타율르 아흐메토프, 러시아어: Даниа́л Кенжета́евич Ахме́тов, 1954년 6월 15일~)는 카자흐스탄의 정치인으로, 2003년부터 2007년까지 카자흐스탄의 총리, 2007년부터 2009년까지 카자흐스탄의 국방장관을 지냈다.